# Berniniella inornata
Berniniella inornata är en kvalsterart som först beskrevs av Mihelcic 1957.  Berniniella inornata ingår i släktet Berniniella och familjen Oppiidae. Inga underarter finns listade.